# La Sagrada Familia y San Juan Bautista (Caravaggio)
La Sagrada Familia y San Juan Bautista (en italiano Sacra Famiglia con san Giovannino) es un óleo sobre lienzo datado en 1605, realizado por el pintor italiano Michelangelo Merisi da Caravaggio, más comúnmente conocido como Caravaggio, durante su estancia en Roma. Esta pintura forma parte de la colección privada del coleccionista venezolano Otero Silva y se encuentra actualmente en el Museo Metropolitano de Arte de Nueva York, habiendo sido presentada públicamente por primera vez en 2001 en la exposición “Caravaggio e il genio di Roma 1592-1623” celebrada en el Palazzo Venezia de Roma.

## Análisis formal
Nos encontramos ante una obra barroca de estilo realista, donde destaca la utilización de la pincelada prieta característica del artista junto al uso de colores vivos como el rojo del vestido de María en contraste con el fondo oscuro. El autor utiliza la penumbra para destacar al personaje principal, en este caso el Niño Jesús, utilizando la técnica del claroscuro para ello, a la vez que deja menos iluminado a José situado al fondo para mostrarlo como personaje secundario. La luz es focal, proveniente del lado superior izquierdo de fuera del encuadre, e incide directamente en María y el Niño, personajes principales y centrales de la obra, dirigiendo la mirada del espectador hacia ellos. La perspectiva es geométrica y la composición piramidal, donde las líneas principales van desde la mano izquierda de María hacia su cabeza, coincidiendo con otra de las líneas que componen el triángulo, que justamente recorre el cuerpo de Jesús que se encuentra en el centro de la composición, hasta continuar por la mano derecha de este que está más abajo, hasta terminar de nuevo en la mano apoyada de María. Algunas líneas secundarias son las que recorren a José, que se halla en segundo plano. 
En cuanto a la gestualidad, observamos cómo José sujeta a Juan Bautista situado más abajo, al  que se le retrata con una expresión que podría ser de curiosidad o necesidad, mientras que a José se le retrata con una expresión serena. A Jesús, que abraza a su madre María, se le retrata con expresión de tranquilidad y María, que mira hacia la derecha, concretamente hacia fuera del encuadre, tiene una expresión que denota misterio y/o protección.

## Aproximación al significado
El tipo que se representa en esta imagen es el de la Sagrada Familia y San Juan Bautista, donde encontramos como tipo iconográfico el momento de encuentro entre el Niño Jesús y su primo San Juan Bautista en edad infantil, Se tiene constancia de que la mujer de la obra es María debido a la tradición cultural, sin la que realmente esto no se podría intuir al no disponer de otros atributos que la relacionen con el tema. Por otro lado, José es reconocible por ser un anciano que porta una vara,a Juan Bautista niño se le reconoce porque es comúnmente retratado junto a la Sagrada Familia y con pocos años más que el Niño Jesús, siendo así su compañero de juegos aunque esto es debido a la tradición cultural ya que según la Biblia, San Juan Bautista tan sólo era seis meses mayor que él.Finalmente, al niño Jesús se le reconoce por estar rodeado de María, José y San Juan Bautista, mencionados anteriormente.
La posición de los brazos del Niño Jesús alrededor del cuello de su madre podría implicar necesidad de protección, situación que María resuelve pasando su brazo derecho por detrás del niño para sujetarle mientras dirige la mirada con misterio pero a la vez seguridad hacia un punto cercano al espectador, con una pequeña desviación que nos hace pensar que hay alguien fuera del encuadre. José está situado de tal forma que evoca protección al rodear a todos los personajes, a la vez que sujeta a San Juan niño mientras este intenta llamar la atención del Niño Jesús, ya que dirige su mirada hacia su joven primo, con posible intención de llegar a él por lo que de esta forma se plasma una imagen familiar de protección muy propia de la juventud y nueva maternidad, a la vez que de niñez, imagen que transmite cada miembro de la Sagrada Familia y su acompañante San Juan Bautista. 
Es así como Caravaggio mediante su interpretación de este tema de los Evangelios del Nuevo Testamento muestra una escena de la Biblia tan sutilmente que si no tuviéramos conocimiento de la representación de estos personajes podríamos llegar a pensar que es tan sólo una escena de género expuesta con suma delicadeza y convicción. No obstante, tras esta etapa de tranquilidad del artista que se hace notar concretamente en esta obra, acabará huyendo de Roma en 1606 tras asesinar a un sargento de un fuerte golpe en el cráneo, situación que le afectará notablemente y que se acabará viendo reflejada en sus siguientes pinturas, que brillarán por su tenebrosidad. Podemos así decir, y atendiendo a la datación de estas obras, que es una de las últimas pinturas que mantendrán el estilo realista, cotidiano y sutil de Caravaggio.
De esta forma, Caravaggio utiliza una representación sutil con el objetivo de concebir la cercanía entre lo terrenal y lo religioso, dando pie incluso a una posible identificación de la Sagrada Familia con el observador, en un contexto en el que las reformas eclesiásticas hacían dudar de la fe al creyente y, mediante las obras artísticas, pretendían hacer que este pudiera empatizar de alguna forma con los personajes de las mismas obras.